# Супова кухня

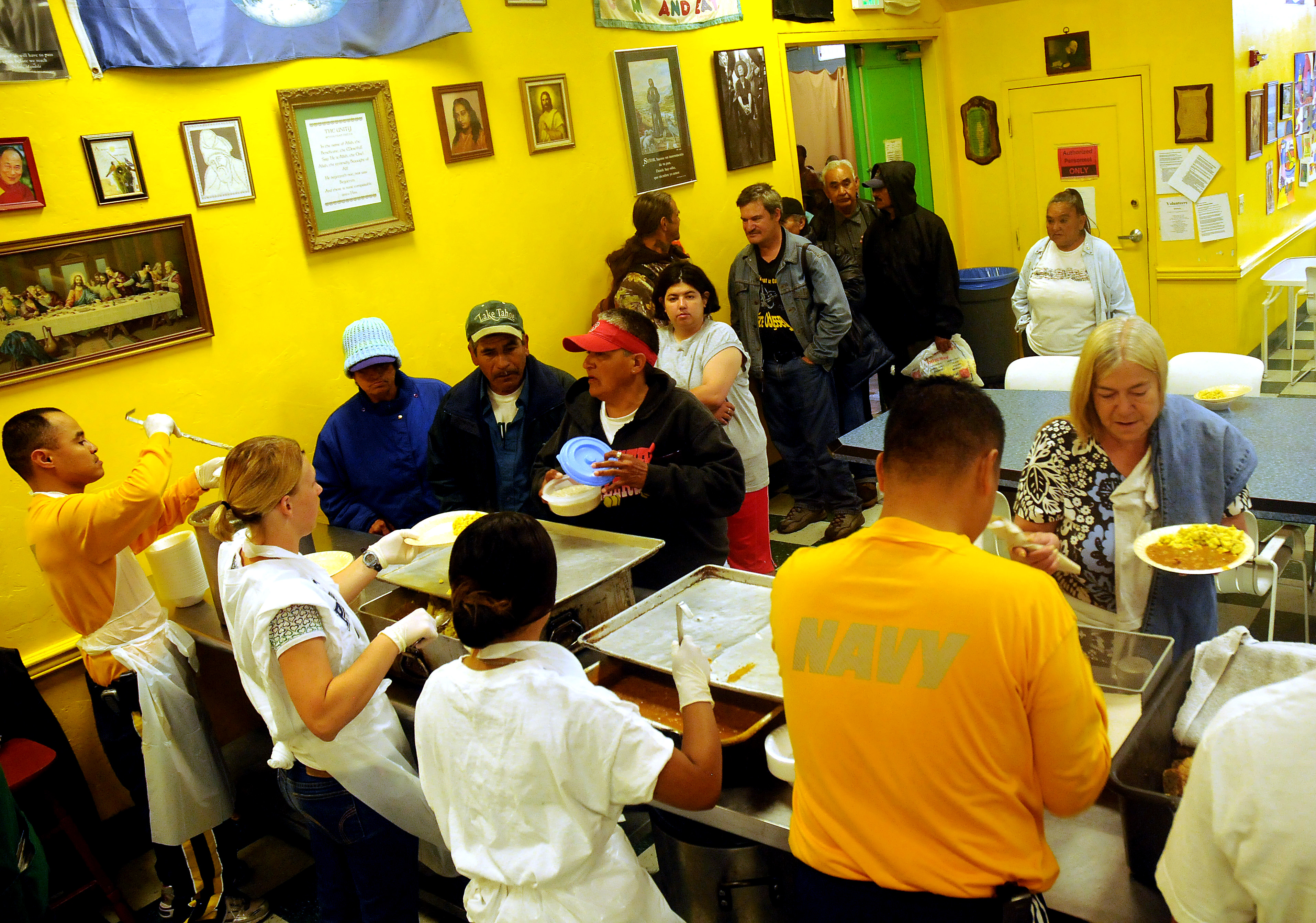
Члени Військово-морських сил США допомагають бездомним у Dorothy's Soup Kitchen в місті Салінас, Каліфорнія

Супова кухня (англ. Soup kitchen) або Центр їжі (англ. Meal center) або Хлібна лінія (англ. Bread line) — місце де пропонують їжу голодним безкоштовно або за дуже низькою ціною. Часто знаходиться в малозабезпечених районах, часто на таких «кухнях» працюють добровольці різноманітних благодійних організації, групи осіб, що представляють місцеву церкву чи певну громаду. Супові кухні іноді отримують їжу від харчового банку безкоштовно або за низькою ціною, оскільки вони вважаються благодійними, що полегшує їм завдання нагодувати багатьох людей, які відвідують супові кухні. 

## Історія

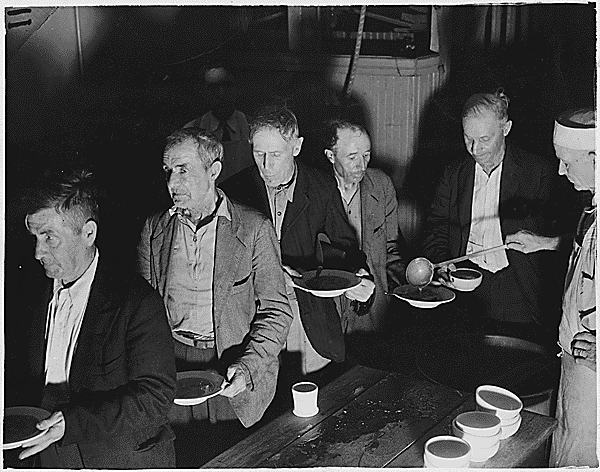
Волонтери американської супової кухні у Вашингтоні, 1936 рік.

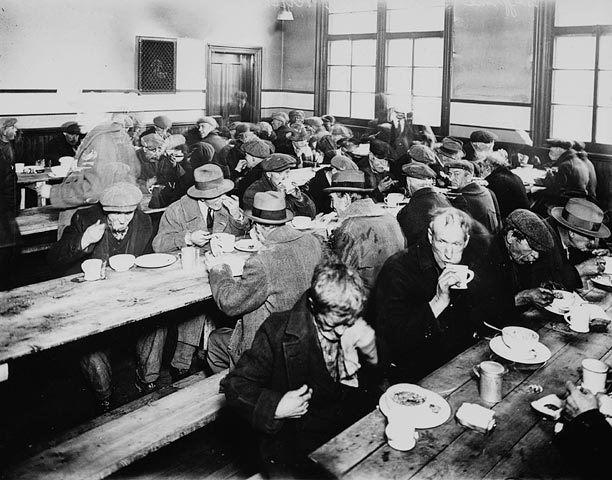
Супова кухня у місті Монреаль, Канада 1931 рік.

Вважається, що термін «breadline» (у дослівному перекладі: хлібна лінія), що означав «чергу безробітних», увійшов в популярний лексикон ще у 1880 році. Саме в ті роки, пекарнями «Fleischmann Model Viennese Bakery» у Гринвіч-Віллидж в Нью-Йорку було порушено питання розподілення непроданих хлібобулочних виробів серед бідняків у кінці робочого дня.
Концепція супових кухонь стала загальнопоширеною у США під час Великої депресії. Одна супова кухня в Чикаго навіть підтримувалась відомим американським гангстером Аль Капоне. Таким чином він хотів очистити свій негативний імідж. Винахідник Бенджамін Томпсон, сучасник батьків-засновників США, як стверджують, уперше запропонував ідею супової кухні.
Детальне дослідження 1985 року показало, що 95% безпритульних чоловіків, яких було обслуговано у суповій кухні мали ознаки нестачі вітамінів. Це показало необхідність звертати особливу увагу на меню вибору інгредієнтів, що містять відповідні вітаміни, особливо вітамін С та вітаміни групи B. 
На сьогодні у діючих супових кухнях пропонується більш забалансоване харчування, що містить усі необхідні нутрієнти (білки, жири та вуглеводи), та денну норму вітамінів та мікроелементів.